# 대약진 운동

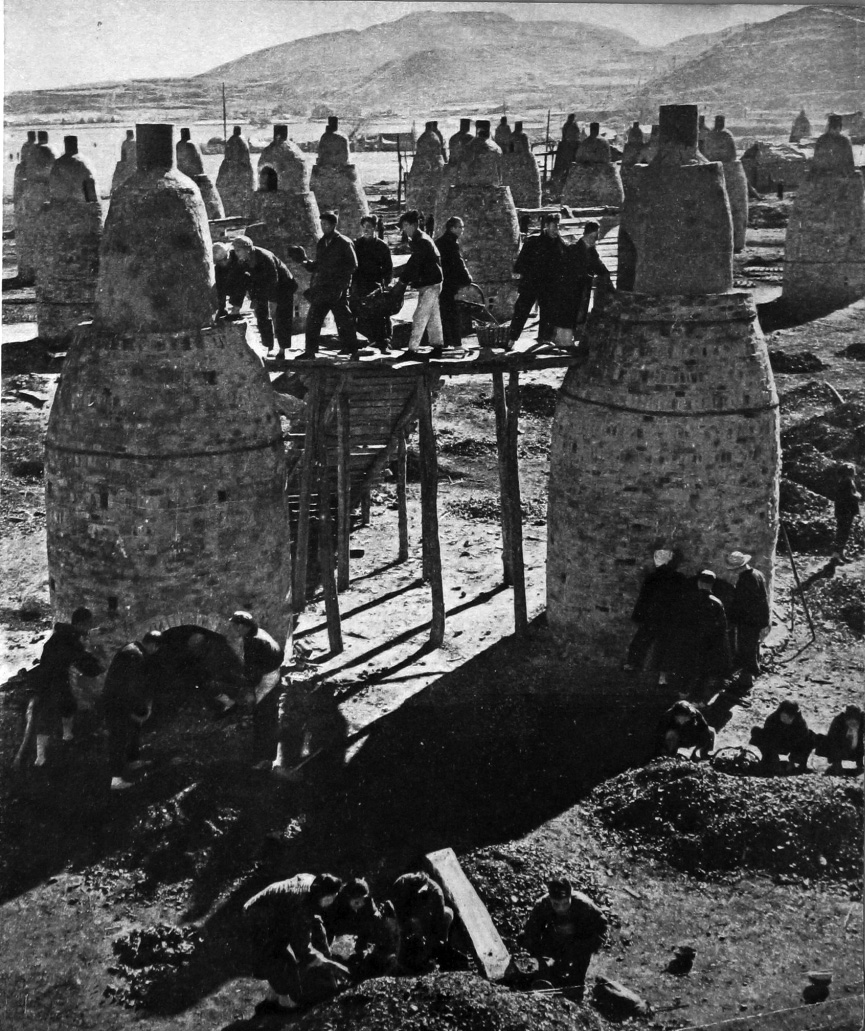
악명높은 토법고로.

대약진 운동(중국어 간체자: 大跃进运动, 정체자: 大躍進運動, 병음: Dàyuèjìn Yùndòng 다웨진 윈둥[*], 영어: Great Leap Forward, Second Five Year Plan)은 공산 혁명 후 중화인민공화국에서 농업과 산업의 급속한 발전을 통해 부강한 사회주의 국가를 만드는 것을 목적으로 1958년부터 1961년말-1962년초까지 마오쩌둥(毛澤東)의 주도로 시작된 농공업의 대증산 정책이다.
마오는 《생산성 이론》에 근거해 이 정책을 실시했지만, 농촌의 현실을 무시한 무리한 집단 농장화나 농촌에서의 강제 제철 작업을 진행시킨 결과 2,500만 명에 이르는 사상 최악의 아사자를 내고 큰 실패로 끝이 난다. 이 때문에 마오의 권위는 추락하고 이 권력 회복을 목적으로 문화대혁명을 일으키게 된다.

## 개요 및 배경

### 반대파 숙청

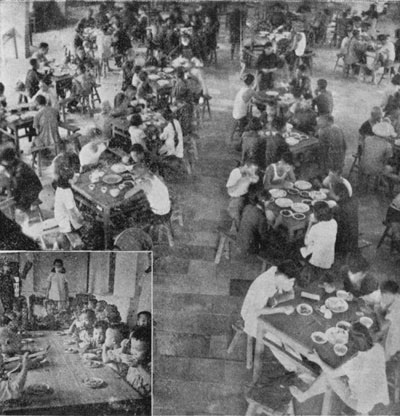
대약진 정책이 시작되면서 인민 공사 단원들은 무료로 식사할 수 있었다.

1957년 11월 6일 소련 서기장 니키타 흐루쇼프는 소련이 공업 생산 및 농업 생산으로 15년 이내 미국을 추월할 것이라고 선언했다.
시작되기 전에 마오는 1956년 《백화제방·백가쟁명》 운동으로 공산당을 비판한 지식인들을 1957년 '반우파 투쟁'으로 척결하고 있었는데 다시 탄압을 받을 것을 우려한 지식인들은 침묵할 수밖에 없었다.
그러나 1959년 7월 2일부터 8월 1일까지 강서성의 루 산에서 개최된 루산 회의에서, 공산당의 요인 펑더화이가 대약진의 문제점을 지적하며 간하자, 마오의 노여움을 사서 펑의 지지자와 함께 실각시켰다. 이 결과 대약진에 대한 반대 의견이 없어지는 동시에 한층 무리한 할당량이 부과되게 되어, 할당량을 달성할 수 없었던 현장 지도자들은 부풀린 성과를 보고했다. 그리고 그 보고를 받아들인 마오는 보다 많은 증산을 명령하는 악순환에 빠지고 말았다.

### 농촌에서 행정 조직과 경제 조직의 통합
당시 중국의 한계는, 국가 발전을 위한 자본을 마련할 수단이 오직 농촌밖에 없었다는 것이다. 중국은 이를 극복하기 위하여 1958년부터 '대약진운동'을 추진했다. 마오쩌둥(毛澤東)은 중국의 현실과는 맞지 않은 과도한 경제성장률 목표와 속도전을 강조하며 인민들을 몰아붙였다. 마오쩌둥은 기계보다 인력에 의존하는 노동집약적인 산업화 방안을 내세웠는데, 이것은 마치 트랙터 한 대를 통해 농민 100명을 대신하는 것이 아니라 농민 100명이 트랙터를 대신하는 완전히 반(反)마르크스주의적 평등주의에 입각한 산업화 방식으로 이러한 마오주의의 특징이 그대로 반영되어 마르크스가 말한 사적소유제를 파괴할 유일한 수단인 대공장 체제와 프롤레타리아들을 각각 농촌의 조악한 작업장과 농민으로 대체하려는 농촌인민공사가 수립되었고 프롤레타리아들마저 농사일에 동원되었지만 전국 인민공사의 공업생산액의 85%를 프롤레타리아들이 대다수를 구성하는 도시인민공사가 차지하여 애초에 목표였던 중국 인구의 90%를 차지한 농민을 공업화에 동원한다는 대약진 운동은 실패했다.

### 공산주의 5개년 계획으로 이행
결국 마오쩌둥은 사회주의 경제질서에 굴복하여 대공장을 건설하고 도급제를 통해 빈농을 프롤레타리아로 전환시킨 제1차5개년계획으로 돌아가는 1963년에서 1965년 간의 조정기를 통해 농민을 농장으로 노동자를 공장으로 되돌려보내고 생산수단을 축적하는 초공업화를 통해 다시 산업화의 본궤도로 돌아갔다. 또한 마오쩌둥과 같이 지방분권화 정책과 농민에 대한 관대한 정책들을 시행한 흐루쇼프의 정책은 1970년대 소련 경제를 침체를 불러일으켰고 이것을 철회하고 스탈린 시절보다 중앙집중경제를 강화한 브레즈네프 치하의 코시긴 개혁은 중간재에 대한 계획 기구인 고스납을 수립함으로써 더욱 사회주의 계획 경제를 강화했고 그 결과 이때 당시 선진 자본주의 국가의 공업 생산이 미끄러질 때 소련만이 성장하는 성과를 내놓았다.

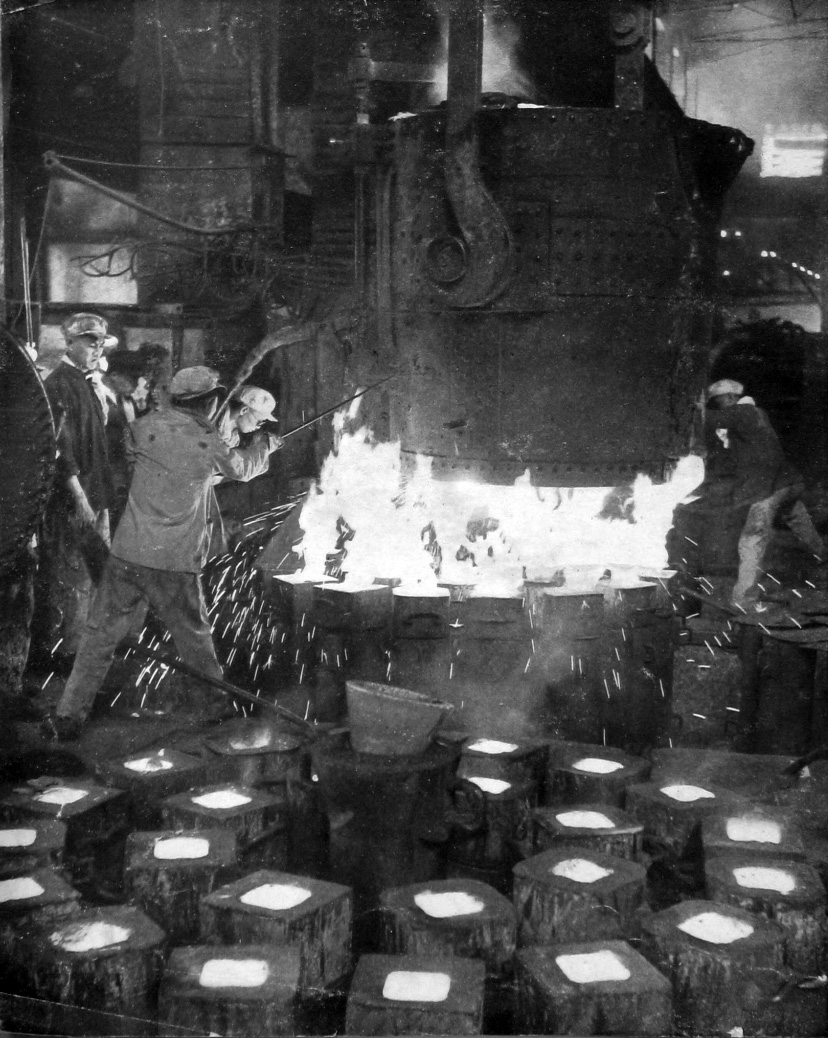
철로 된 물건이면 닥치는대로 긁어 넣는 인민들

### 사회주의 경제체제 강화와 대기근
물론 객관적으로 소련과 북한보다 후진 자본주의 국가였기 때문에 중공업에서 후진성은 여실히 드러났고 그렇기 때문에 발상 자체는 이가 없으면 잇몸이라는 식이었지만 근본적으로 이 정책은 중앙집중경제와 프롤레타리아에 대한 공세였고 역으로 중앙집중경제를 강화한 소련의 코시킨 개혁과 1994년 경제 침체와 식량 증발을 저지시키고 1998년에서 2005년까지 완만한 경제성장을 가져온 북한의 제2차 천리마 운동, 중국의 조정기는 사회주의 경제를 강화하는 정책이었고 결국 그들의 몰이해 속에서 추진한 정책으로 인해 중국은 오히려 많은 인민들이 굶어죽는 사태를 겪었다. 1958년에는 참새잡이 광풍이 불어 참새 개체수가 급락, 해충이 창궐하여 대흉년이 들었다. 이것을 제사해 운동이라고 한다. 1960년, 중국의 총농경지의 반을 차지하는 약 1억5천만 에이커의 농토가 가뭄, 태풍 및 여러 가지 수해에 휩쓸렸으며 동 농토의 반 이상이 막대한 피해를 입고 농사 중이던 농산물을 전부 잃었다.

## 주요 운동
- 인민공사 설립

농업 집단화를 위해 대규모 인민공사를 설립하였으며, 모든 농민이 이 공사에 소속되어 협동적으로 농사를 짓도록 했다. 생산량은 정부의 요구에 맞춰 정해졌고, 이로 인해 농민들은 자율성을 잃었다.
- 소규모 제철소 건설

마오쩌둥은 산업 발전을 가속화하기 위해 농촌 곳곳에 소규모 제철소를 세우도록 지시했다. 이를 통해 농민들이 직접 철강 생산에 참여하게 했지만, 대부분의 제철소는 품질이 낮고 비효율적이었다.
- 과도한 생산 목표

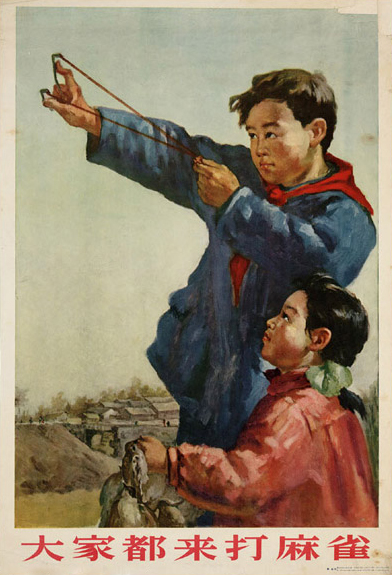
대약진 운동을 장려하는 포스터

정부는 농업 생산량을 극대화하기 위해 비현실적인 목표를 설정하였다. 농민들은 실제보다 과장된 생산량을 보고하였고, 이는 자원의 오남용으로 이어졌다.

## 결과
결국 2,500만 명이라는 엄청난 인구가 사상 최악의 굶주림과 기아로 사망하자, 4년째인 1962년 대약진 운동의 실패를 인정한 마오쩌둥은 국가주석을 사임했다. 또한 1950년대 후반에는, 대약진운동의 실패와 함께 가뭄과 홍수 등 자연재해까지 겹치며 당시 중국 전역에 굶어죽는 아사자만 약 5천만 명 이상이 발생한 것으로 알려졌다. 굶주림을 견디지 못한 사람들은 진흙과 잡초를 섞어 먹으며 허기를 달래야 할 만큼 비참한 상황에 내몰려야했다.

## 영향
- 신뢰의 상실

마오쩌둥과 정부에 대한 국민의 신뢰가 크게 훼손되었고, 이는 후속 정치적 사건인 문화대혁명에도 영향을 미쳤다.
- 정책 결정의 교훈

대약진 운동은 경제 정책이 사회에 미치는 영향을 깊이 있게 반성하게 만든 사건으로, 중국은 이후 경제 개혁과 개방 정책을 추진하는 계기가 되었다.
- 장기적인 경제 재편

이 운동 이후 중국은 보다 현실적인 경제 정책을 채택하게 되었고, 농업과 산업의 균형 발전을 위해 노력하게 되었다.
| 사망 (백만) | 저자               | 년도 |
| ----------- | ------------------ | ---- |
| 23          | Peng               | 1987 |
| 27          | Coale              | 1984 |
| 27          | Rummel             | 1991 |
| 30          | Ashton, et al.     | 1984 |
| 30          | Banister           | 1987 |
| 30          | Becker             | 1996 |
| 32.5        | Cao                | 2005 |
| 36          | Yang               | 2008 |
| 38          | Chang and Halliday | 2005 |
| 42 최소     | Dikötter           | 2010 |

이 대약진 운동은 인류 역사상 가장 거대한 규모의 원시 공산주의 실험이었다. 비록 4년(1958-1962)에 불과했지만, 그 결과는 참담했다. 정부 공식 발표로만 비자연적으로 사망한 수가 2,158만 명이고, 동서양의 다른 자료들에 의한 추가 사망자 수는 약 2,000만 명이다. 주요 사인은 아사였고, 학자들은 인류역사상 최악의 기황으로 기록하고 있다.
대약진 운동의 실패는 루산 회의 이후 당내의 분열을 초래해, 대약진 운동에 비판적인 입장을 보인 펑더화이는 대약진 운동을 반성하지 않은 마오쩌둥에 의해 숙청됐다. 이후에도 펑더화이는 마오쩌둥에 의해 문화대혁명 기간 동안 심한 박해를 받아 건강이 악화된다. 이후 1976년 마오쩌둥의 죽음 이후 취임한 덩샤오핑은 "흑묘백묘론"을 밝혀 오늘날까지도 중국식 시장 경제의 기본이념이 된다. 이후 덩샤오핑의 지휘 아래 중국 정부는 가정연산승포책임제 등의 도입으로 사유지와 농기구를 농민에게 되돌려 주었으며 각종 인민공사 조직도 폐지되었다.
한편 대약진 운동은 1966년 초에 일어난 문화 대혁명의 불씨가 되었다. 대약진은 제2차 세계 대전의 중국측 사상자에 이르는 인구를 전쟁 한 번 없이 굶어 죽게 함으로써 경종을 울리며 끝이 났다. 1977년 화궈펑의 집권시 두 번째 대약진 운동이 있었으나 역시 큰 성과를 이루지 못하고 실패했다. 이는 현재까지도 중국의 경제적 혼란을 더욱 가중 시켰다고 평가되고 있다. 개혁 이전의 중국 경제 상황을 정리해보면, 1950년부터 1978년까지, 중국의 1인당 GDP는 구매력 기준(PPP), 두 배가량 증가한 것으로 집계된다. 그러나 1958년부터 1962년까지 중국인들의 생활 수준은 20.3% 감소했고, 1966년부터 1968년 사이에는 9.6% 하락했다는 통계도 있다. 당시 중국인들의 생활 수준의 질적 성장은 선진국에 비해 미미했으며, 수치상 GDP는 증가했지만, 그 수치를 신뢰하기도 어렵고, 30년간 중국인들의 생활 수준은 하나도 나아지지 않았다고 볼 수 있다.

## 같이 보기
- 제사해 운동 - 이른바 “저 새는 해로운 새다” 사건.
- 루산 회의
- 3년 대기근(en:Great Chinese Famine, 중국어: 三年大饑荒)
- 고난의 행군
- 천리마 운동